# Chemická rovnice
Chemická rovnice je symbolický zápis, kterým se popisuje výsledek chemické reakce ve stechiometricky správném poměru. Chemická rovnice vyjadřuje, které látky spolu reagují, které látky se rozkládají a které vznikají. Také jaké množství látek spolu reaguje, jaké množství látek zaniká a vzniká.
Chemická rovnice se zapisuje podobně jako matematická rovnice. Má vždy dvě strany:
- Na levé straně se zapisují látky (prvky, chemické sloučeniny), které do reakce vstupují - reaktanty;
- na pravé straně jsou látky (prvky, chemické sloučeniny), které reakcí "vznikly", tedy produkty přeměn.

Chemická rovnice je považována za rovnici, protože na obou stranách rovnice musí být zastoupen stejný počet atomů příslušného chemického prvku a stejný počet nábojů. Chemická rovnice je vlastně grafickým vyjádřením zákona o zachování hmotnosti (při všech reakcích) a zákona o zachování náboje (při redoxních reakcích).

## Symboly v chemické rovnici

### Označení reaktantů a produktů
Reakce se účastní prvky a sloučeniny, které se do chemické rovnice zapisují svým symbolem nebo vzorcem.
- Prvky jsou označovány jedním písmenem nebo dvěma dvěma písmeny: Například vodík H, dusík N, kyslík O, hořčík Mg, mangan Mn, stříbro Ag.
- Sloučeniny jsou označeny vzorcem, který vyjadřuje obsah prvků a jejich poměr: Například voda H2O; kyselina chlorovodíková HCl; oxid siřičitý SO2.

### Označení typu reakce
Každá reakce spěje do rovnováhy. Proto je důležité vyznačit směr reakce.
- + symbol plus mezi reaktanty a produkty pro vyjádření látek do reakce vstupujících a vznikajících
- {\displaystyle =} symbol rovnítko se používá pro vyjádření stechiometrického vztahu v rovnici
- {\displaystyle \rightarrow } symbol šipka se používá pro vyznačení směru reakce
- {\displaystyle \rightleftarrows } symbol oboustranná šipka se používá pro obousměrnou reakci
- {\displaystyle \rightleftharpoons } symbol oboustranná půl šipka se používá pro rovnovážnou reakci

### Označení skupenství
Pro mnoho reakcí je velmi důležité, v jakém skupenství jsou reaktanty a produkty.
- (s) označuje pevnou látku (solid)
- (l) označuje kapalinu (liquid)
- (g) označuje plyn (gas)
- (aq) označuje vodný roztok (aqueous solution)

### Označení energie
U exotermických a endotermických reakcí se vyjadřuje spotřebovaná nebo uvolněná energie hodnotou změny entalpie ΔH.
CO2(g) + C(s) → 2 CO(g)    ΔH = +173,6 kJ.mol−1
2CH4 + 2O2 → CO2 + 2H2O    ΔH = −890 kJ.mol−1

### Označení iontů
Iontová rovnice je chemická rovnice, ve které jsou reagující látky zapsány jako disociované ionty. Kladné znaménko iontu znamená záporně nabitý kationt a záporné znaménko znamená záporně nabitý aniont. Například při neutralizaci nebo acidobazické reakci bude čistá iontová rovnice:
H+(aq) + OH−(aq) → H2O(l)
Například v následující srážecí reakci
CaCl2 + 2 AgNO3 → Ca(NO3)2 + 2 AgCl
bude celková iontová reakce vyjádřena rovnicí:
Ca2++ 2 Cl− + 2 Ag+ + 2 NO3−→ Ca2++ 2 NO3− + 2 AgCl(s)

## Stechiometrie chemické rovnice
Stechiometrie udává relativní množství reaktantů a produktů v chemických reakcích. Je založena na zákonu zachování hmotnosti - celková hmotnost reakčních složek se rovná celkové hmotnosti produktů. Příkladem může být vyčíslená chemická rovnice:
CH4 + 2 O2 → CO2 + 2 H2O
Platí, že na obou stranách chemické rovnice je stejný počet atomů C, H a O, přestože jsou po reakci obsaženy v různých sloučeninách.

## Čtení chemické rovnice
Například tuto rovnici
NaOH + HCl → NaCl + H2O
lze do slov přeložit jako věty:
- Hydroxid sodný (louh) reaguje s kyselinou chlorovodíkovou za vzniku chloridu sodného (kuchyňská sůl) a vody.
- Hydroxid sodný plus kyselina chlorovodíková dávají chlorid sodný a vodu.
- Reakcí NaOH s kyselinou chlorovodíkovou se tyto přeměňují na NaCl a vodu.

Například tuto rovnici
2 HCl + 2 Na → 2 NaCl + H2
lze číst slovy:
- Kyselina chlorovodíková plus sodík poskytuje chlorid sodný a plynný vodík.

- Dvě molekuly HCl plus dva atomy Na dávají dvě molekuly NaCl a molekulu H dvě.

- Sodík a HCl reagují a přeměňují se na NaCl a H dvě.